# Descongestionante tópico
Los descongestionantes tópicos son agentes simpaticomiméticos que provocan la constricción de las arterias y por consiguiente reducen el flujo sanguíneo, disminuyendo la congestión nasal. El principal efecto adverso es el efecto rebote que se atribuye a la irritación local que producen y también a la potente vasoconstricción.